# Principat de Bayreuth
El Principat de Bayreuth (en alemany: Fürstentum Bayreuth) o Marcgraviat de Brandenburg-Bayreuth (Markgraftum Brandenburg-Bayreuth) va ser un territori immediat del Sacre Imperi Romanogermànic, governat per una branca de Francònia de la dinastia dels Hohenzollern. Des que el burgravi Frederic VI de Nuremberg va ser enfeudat amb el margraviat de Brandenburg el 1415/17, els prínceps de la dinastia Hohenzollern van transferir el títol de marcgravi a les seves possessions de Francònia, malgrat que el principat mai havia estat una marca. Fins al 1604 van utilitzar el castell de Plassenburg a Kulmbach com a residència, per això el seu territori es va anomenar oficialment Principat de Kulmbach o Marcgraviat de Brandenburg-Kulmbach fins a la dissolució del Sacre Imperi Romanogermànic el 1806.

## Geografia

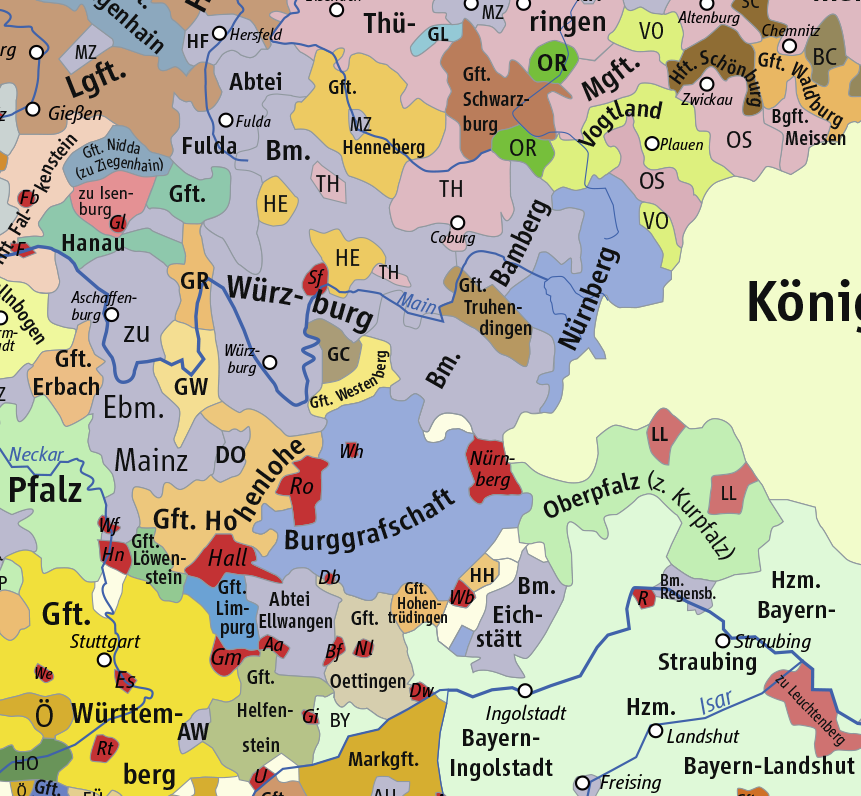
Territoris de Francònia oriental cap al 1400, burgraviat de Nuremberg marcat en color blau

El principat de Kulmbach-Bayreuth va sorgir de les terres altes del nord (Oberland) de l'antic Burgraviat de Nuremberg, mentre que les terres baixes del sud (Unterland) formaven el Principat d'Ansbach. Els límits de la frontera final es va establir pel Tractat de la Casa de Ratisbona de 1541, afegint alguns territoris més petits de l'Unterland a Bayreuth. Tot i així, no estava connectat amb el nucli del territori d'Oberland que s'estenia fins al bosc de Francònia i les muntanyes de Fichtel. Muntanyoses i densament boscoses, la majoria de les terres eren de poc aprofitament agrícola, no obstant això els recursos minerals, que eren abundants, van portar a la construcció de nombroses mines.
A més de la residència Bayreuth, els territoris separats d'Oberland i Unterland van ser administrats des de Hof i Neustadt an der Aisch respectivament.

## Història
El principat va veure els seus inicis a la mort del burgravi Hohenzollern Frederic V de Nuremberg el dia 21 de gener de 1398, quan les seves terres van ser dividides entre els seus dos fills: el més jove, Frederic VI, va rebre el Principat d'Ansbach i el gran, el burgrave Joan III va rebre Kulmbach-Bayreuth.
Els dos principats es van tornar a unir sota el lideratge del fill petit, Frederic, després de la mort de Joan l'11 de juny de 1420. Al Concili de Constança de 1415, l'emperador Segimon I va concedir a Frederic el títol hereditari d'elector de Brandenburg (sota el nom de Frederic I). Frederic finalment va vendre el seu títol de burgravi als ciutadans de la ciutat imperial de Nuremberg. A la seva mort l'any 1440, els seus territoris es van tornar a repartir entre els seus fills: el gran, Joan l'Alquimista, havia renunciat al seu dret de primogenitura i va succeir al seu pare a Kulmbach-Bayreuth, mentre que el petit, Frederick Irontooth, va rebre l'electorat de Brandenburg. Ansbach va passar al tercer fill Albert Aquil·les.
Com que Joan l'Alquimista no tenia decendencia masculina, va renunciar als seus drets sobre el territori el 1457, i Kulmbach-Bayreuth va caure en mans del seu germà, Albert Aquil·les. Quan el germà gran, l'elector de Brandenburg Frederick Irontooth va abdicar el 1470, Albert va unir tots els territoris de Hohenzollern sota el seu domini. Després de la mort d'Albert el 1486, els principats de Francònia van ser finalment repartits segons la seva voluntat Dispositio Achillea, passant als fills menors del seu segon matrimoni amb Anna de Saxònia, el marcgravi Siegmund i el seu germà Frederic II.

### Línia principal

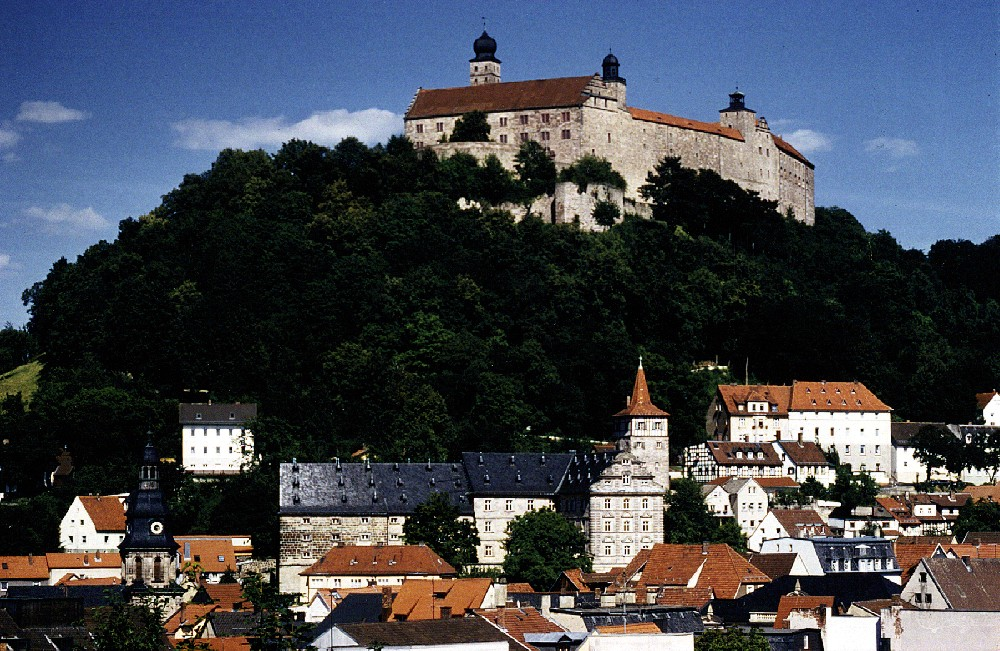
Plassenburg a Kulmbach

Mentre que l'electorat de Brandenburg es va convertir en la base de poder de la, en ascens, dinastia Hohenzollern, el Principat de Kulmbach-Bayreuth va ser ocupat pels descendents de Frederic, temporalment en unió personal amb Ansbach. Els governants eren coneguts comunament com els Marcgravis de Brandenburg-Bayreuth (tot i que Bayreuth no és a prop de Brandenburg). Kulmbach-Bayreuth va passar a formar part del Cercle de Francònia l'any 1500.
Després que l'any 1541 l'ambiciós líder marcgravi Albert Alcibíades assumís el govern de Kulmbach-Bayreuth, va irrompre als camps de batalla de la Guerra d'Esmalcalda, canviant diverses vegades de bàndol entre l'emperador Carles V i els prínceps luterans de la Lliga Esmalcaldica. El 1552 va desencadenar la Segona Guerra dels Marcgravis contra Nuremberg i els prínceps bisbats veïns de Würzburg i Bamberg. Els seus grans plans per restablir el ducat medieval de Francònia sota el seu govern van acabar amb la seva derrota total i una prohibició imperial el 1554.
Albert va ser succeït pel seu cosí margrave George Frederick el 1557, que des del mateix any va governar al Ducat de Prússia com a regent del seu incapaç parent Hohenzollern, el duc Albert Frederick, duc de Prússia. Amb la mort de George Frederick el 1603, l'antiga línia de Bayreuth es va extingir. Va deixar el seu successor, el margrave Christian, fill petit de l'elector de Brandebourg John George, un estat ordenat i funcional.

### Línia més jove
El marcgravi Christian va prendre la seva residència a Bayreuth; el 1655 el va succeir el seu net Christian Ernst, que va guanyar poder i influència en la política imperial amb el grau militar de mariscal de camp. El 1705 el seu fill el príncep Jordi Guillem va fundar l'Ordre de la Sincerité, predecessor de l'Orde prussiana de l'Àguila Roja. El marcgravi Frederic, governant des de 1735, i la seva dona Guillermina de Prússia, tots dos mecenes de les arts i les ciències, van fer reconstruir la residència de Bayreuth en gran part amb un estil barroc diferent (Margravenstil), inclosa l'erecció de l'Òpera Marcgravial acabada el 1748. L'any 1742 es va fundar una universitat i es va traslladar a Erlangen l'any següent.

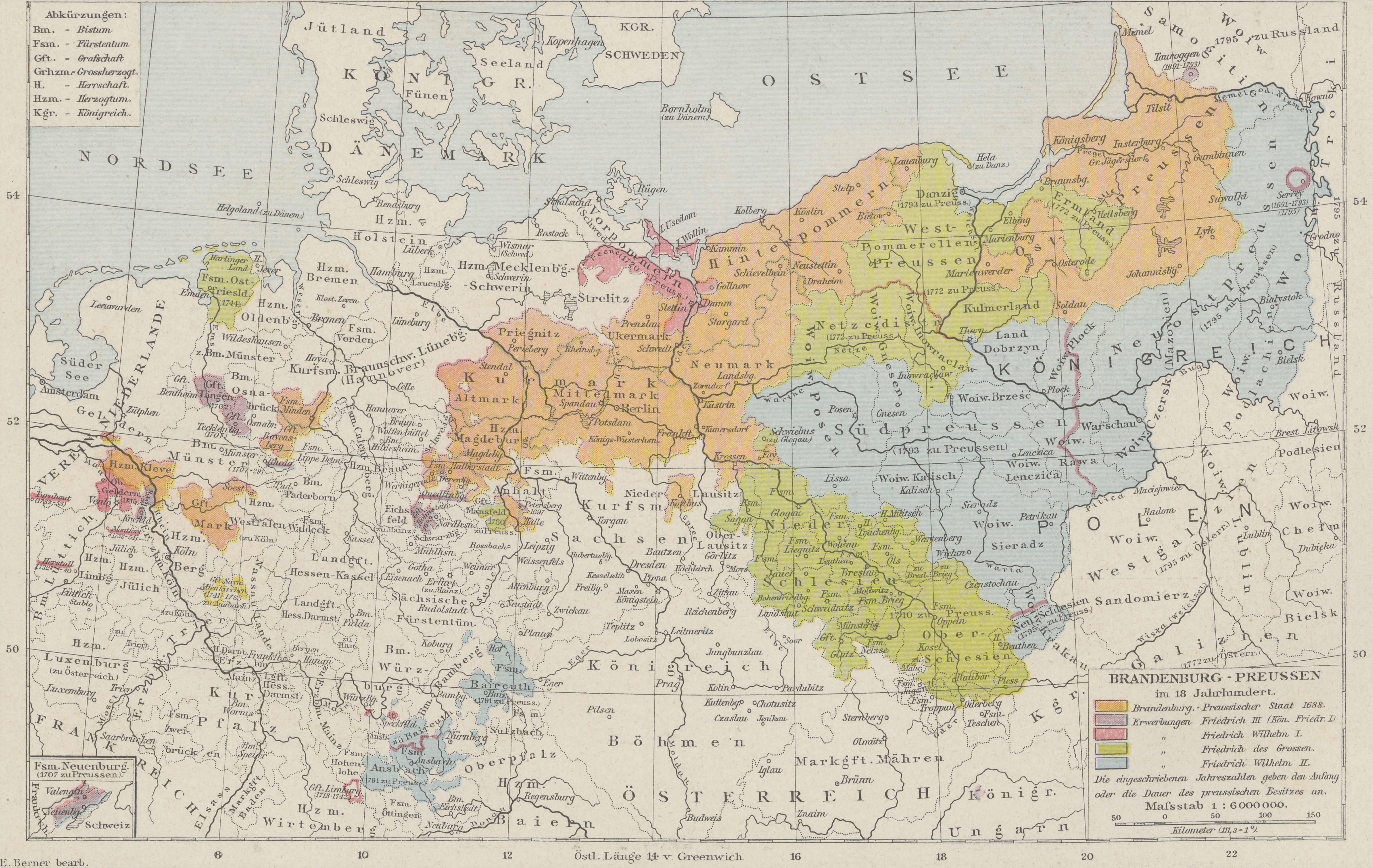
Bayreuth i Ansbach (en blau a la part inferior de la imatge) com a part de Prússia

La línia més jove dels margraves de Brandenburg-Bayreuth es va extingir el 1769 amb la mort de Frederick Christian, després Bayreuth i Ansbach van ser novament governats en unió personal pel marcgravi Charles Alexander. El 2 de desembre de 1791, Carles Alexandre va signar un tractat amb el rei Frederic Guillem II de Prússia, pel qual va cedir els seus principats a l'estat prussià contra una anualitat vitalícia. Es va casar amb Elizabeth Craven i es va retirar a la vida privada a Anglaterra, mentre que Bayreuth i Ansbach eren governats pel ministre prussià Karl August von Hardenberg.
Ocupada per les tropes franceses durant la Guerra de la Quarta Coalició, Prússia es va veure obligada a cedir Bayreuth segons el Tractat de Tilsit de 1807. Al Congrés d'Erfurt de 1808, l'emperador francès Napoleó va oferir el territori a la venda al recentment establert Regne de Baviera; finalment va canviar de propietari el 1810 a canvi d'un pagament de 15 milions de francs.

## Marcgravis
- 1398: Joan III de Nuremberg
- 1420: Frederic I de Brandenburg
- 1440: Joan IV l'Alquimista
- 1457: Albert I Aquil·les (també marcgravi de Brandenburg des de 1470)
- 1486: Siegmund
- 1495: Frederic III (també marcgravi d'Ansbach com a Friedrich I)
- 1515: Casimir
- 1527: Albert Alcibíades
- 1553: George Frederick (també marcgravi d'Ansbach)
- 1603: cristià
- 1655: Christian Ernst
- 1712: George William
- 1726: George Frederick Charles (anteriorment marcgravi de Kulmbach des de 1708)
- 1735: Frederic
- 1763: Frederic Christian
- 1769: Charles Alexander (fins al 1791; també marcgravi d'Ansbach)